# Lovenia hawaiiensis
Lovenia hawaiiensis is een zee-egel uit de familie Loveniidae.
De wetenschappelijke naam van de soort werd in 1950 gepubliceerd door Theodor Mortensen.